# Endless Ocean
Endless Ocean, conhecido no Japão como FOREVER BLUE Fōebāburū (フォーエバーブルー), é um jogo eletrônico de aventura e mergulho autônomo desenvolvido pela Arika e publicado pela Nintendo para Wii. O jogo foi lançado no Japão em 2 de agosto de 2007, na Europa em 9 de novembro de 2007, na Austrália em 17 de janeiro de 2008 e na América do Norte em 21 de janeiro de 2008. Ele é considerado um sucessor espiritual de Everblue, outra série de jogos de aventura e mergulho autônomo desenvolvida pela Arika.
Uma sequência, Endless Ocean 2: Adventures of the Deep, foi lançada no Japão em 17 de setembro de 2009, na Europa em 5 de fevereiro de 2010 e na América do Norte em 22 de fevereiro de 2010, este sob o título Endless Ocean: Blue World. Um terceiro jogo da série, Endless Ocean Luminous, foi lançado para Nintendo Switch mundialmente em 2 de maio de 2024.

## Jogabilidade e enredo
Em Endless Ocean, o jogador pode encontrar várias espécies marinhas, desde peixes menores e pinguins até tubarões-baleia, arraias e cachalotes, bem como golfinhos e outros cetáceos que podem ser treinados para realizar determinados comportamentos e se tornarem companheiros. Espécies como tubarões também estão presentes, mas não representam ameaça para o jogador. O jogador também tem acesso a um grande aquário, que pode ser povoado com espécies identificadas. As diversas regiões do mar permitem que o jogador experimente mergulho, mergulho em cavernas, exploração de fossas em águas profundas, mergulho em naufrágios e outras atividades que, de outra forma, não seriam possíveis em um único ambiente do mundo real. Além de conter canções ouvidas durante os mergulhos, também é possível inserir um cartão SD no console e ouvir canções a partir de ficheiros MP3.
O jogador assume o papel de um mergulhador que explora o mar de Manaurai, um mar fictício no Sul do Pacífico, em busca de vida marinha e tesouros submersos sob a orientação de sua assistente, Catherine Sunday. No final do jogo, Catherine conta ao jogador que, no passado, seu pai havia partido em busca de uma baleia única chamada White Mother, mas nunca retornou. O jogador e Catherine partem em busca da White Mother, o que implica procurar os quatro tipos de baleias presentes no jogo - baleia-jubarte, baleia-franca-do-atlântico-norte, cachalote e baleia-azul - e colocar sensores de movimento em diferentes pontos do mapa. Por fim, um dos sensores é acionado, e o jogador testemunha a White Mother, uma grande baleia-azul albina, enquanto Catherine se lembra de seu pai.

## Recepção
Endless Ocean foi recebido de forma "mista ou moderada" pela crítica especializada, de acordo com o agregador de críticas Metacritic. No Japão, a Famitsu deu ao jogo uma nota de 35 de 40, elogiando a exploração livre do jogo, o tamanho do mapa disponível e sua trilha sonora.
Scott Pelland, da Nintendo Power, elogiou a liberdade e ausência de objetivos tradicionais durante a maior parte do jogo, mas admitiu que isto "não vai agradar a todos", e que "se você quiser drama, suspense e ação, você vai ter que nadar para outro lugar." Este aspecto também foi destacado por Matt Casamassina, da IGN, que afirmou que, mesmo que não haja "quase nenhuma forma de perder [...] você vai se divertir da mesma forma simplesmente descobrindo coisas novas." Oli Welsh, da Eurogamer, acrescentou que, mesmo que Endless Ocean seja "simples ao ponto de se tornar bastante monótono [...] é honestamente um alívio jogar algo que não grita no seu ouvido, estipula limites de tempo ou inclui uma única explosão; um jogo cuja razão de ser é apenas beleza e paz."
Pelland também elogiou a capacidade de inserir um cartão SD com canções próprias e os controles de movimento do jogo, mas criticou o esquema de controle com botões e sua trilha sonora, que afirmou que "provavelmente o fará dormir." As críticas à trilha sonora foram ecoadas por Aaron Thomas, da GameSpot, que adicionou que ela "é geralmente desagradável, mas ocasionalmente consegue transformar o momento, com quando 'Amazing Grace' toca enquanto você nada sobre as costas de uma baleia-jubarte." Em uma análise mista, o jornalista notou as limitações do formato exploratório do jogo, opinando que "você verá a maior parte do que o jogo tem para oferecer em algumas horas", e que "o oceano do jogo não é tão infinito quanto o título sugere," mas cedeu que ele é "por vezes absolutamente deslumbrante e hipnotizante."

### Vendas
Em sua primeira semana no mercado, Endless Ocean vendeu 47.227 unidades no Japão.